# Seznam avstrijskih geografov
Seznam avstrijskih geografov.

## A
- Emil von Arbter
- Peter Aufschnaiter

## B
- Hans Bobek
- August Böhm von Böhmersheim
- Josef Breu

## G
- Alfons Gabriel

## H
- Heinrich Harrer

## J
- Karl Jelinek (1822 – 1876) (češko-avstrijski meteorolog...)

## K
- Felix Philipp Kanitz
- Hans Kinzl
- Norbert Krebs

## M
- Alfred Merz
- Hans von Mžik

## R
- Joseph Rock

## S
- Josef Strobl

## T
- Wilhelm Tomaschek

## W
- Artur Winkler-Hermaden